# Зычебаш
Зычебаш (тат. Зичәбаш) — село в Заинском районе Республики Татарстан. Расположено на ручье Киче-Алан в 1,5 км от верховья реки Зыча, в 30 км от пристани Набережных Челнов и в 198 км от Казани.

## Административная принадлежность
До 1920 года село было частью Ахметьевской волости Мензелинского уезда Уфимской губернии, с 1920 года относилось к Татарской АССР.  

## Население
| 1859 | 1897 | 1920 | 1926 | 1938 | 1949 | 1958 | 1970 | 1979 | 1989 | 2002 | 2012 |
| ---- | ---- | ---- | ---- | ---- | ---- | ---- | ---- | ---- | ---- | ---- | ---- |
| 318  | 539  | 795  | 620  | 650  | 544  | 589  | 600  | 388  | 388  | 182  | 150  |